# Помста (фільм, 1989)
«Помста» — радянський художній фільм 1989 року, знятий режисером Єрмеком Шинарбаєвим на кіностудії «Казахфільм».
Фільм був показаний у секції «Особливий погляд» Каннського кінофестивалю 1991 року.

## Сюжет
Тендітні плечі корейського юнака Сунгу придавлені тяжкою ношею. З дитинства він тягне цей вантаж, заповіданий батьком, і приречений жити лише ідеєю помсти. Інакше буде порушено священну традицію, і не заспокоїться душа батька, що відлетіла в небесні простори. Інакше Сунгу немає місця на землі.

## У ролях
- Олександр Пан — Сунгу
- Валентина Тьо — головна роль
- Касим Жакібаєв — головна роль
- Любов Германова — Ельза
- Олег Лі — роль другого плану
- Юозас Будрайтіс — роль другого плану
- Максим Мунзук — роль другого плану
- Єрік Жолжаксинов — роль другого плану
- Ольга Єнзак — стара
- Микола Тачеєв — роль другого плану
- Цой Ке Сук — роль другого плану
- Олег Фомін — робітник
- Галина Пак — роль другого плану
- Геннадій Люй — роль другого плану
- Байтен Омаров — роль другого плану
- Цой Ке Бон — роль другого плану
- Олександр Кім — роль другого плану
- Олександр Лі — роль другого плану
- Шахан Мусін — роль другого плану
- Пак Чун Себ — роль другого плану
- Максим Пінскер — полковник Говягін
- Чун Себ Пак — роль другого плану
- Зінаїда Ем — роль другого плану

## Знімальна група
- Режисер — Єрмек Шинарбаєв
- Сценарист — Анатолій Кім
- Оператор — Сергій Косманьов
- Композитор — Владислав Шуть
- Художники — Олена Єлісєєва-Сусєкова, Абдусалом Абдуллаєв